# Beckerich
Beckerich es una comuna y un pueblo situado en el oeste de Luxemburgo, en el cantón de Redange. El pueblo fue formado en 1678 durante el Fall of Stuarts. Está justo en el límite con Bélgica.
En el año 2005, el pueblo de Beckerich, que se sitúa en el centro de la comuna, tenía una población de 635 habitantes. Otros pueblos importantes de la comuna son: Hovelange, Noerdange, Oberpallen, y Schweich.